# Stjepan Brolich
Stjepan Brolich (Zagreb, 9. veljače 1943. – Zagreb, 8. srpnja 2014.), hrvatski političar i gospodarstvenik.
Od 1993. do 2001. je zastupnik u Županijskom domu Sabora (do 1997. HDZ-ov, a potom neovisni). Bio je i član Gradske skupštine Zagreba (1993. – 2000.) i njezin predsjednik od 1995. do 1996. (koja je u to vrijeme ujedno bila i dio Skupštine Zagrebačke županije te je bio i njezin predsjednik), kada postaje povjerenik Vlade RH za Grad Zagreb i Zagrebačku županiju, u vrijeme tzv. zagrebačke krize, koju dužnost obnaša do 1997. godine.
Vršio je i brojne druge dužnosti, uglavnom politički postavljene sinekure:
- ravnatelj Državnog ravnateljstva za robne zalihe (1996.),
- pomoćnik ministra gospodarstva (1996. – 1997.),
- član nadzornog odbora Gradskog podruma d. d. Zagreb (1995. – 2008.),
- član uprave NK-a "Dinamo" športskog d. d. (1995. – 2004.),
- direktor hotela "Holliday" d. d. Zagreb (1997. – 2008.),
- zamjenik predsjednika nadzornog odbora Večernjeg lista d. d. (1996. – 1999.),
- predsjednik nadzornog odbora Robnih terminala Zagreb d. o. o. (1997. – 2007.).

Poznat je po tome što je na Valentinovo 14. veljače 2000. godine kao predsjednik Skupštine obznanio da NK Croatia vraća ime Dinamo riječima:
U travnju 2014. godine napušta Hrvatske Laburiste Stranka rada čiji je bio član i zastupnik u gradskom vijeću grada Svetog Ivana Zeline.
Po zanimanju je inženjer prometa. Bio je oženjen i ima jedno dijete.

Preminuo je 8. srpnja 2014. godine, ispraćen je 14. srpnja 2014. godine na krematoriju groblja Mirogoj u Zagrebu.

## Vanjske poveznice
- Politopedia.net Stjepan Brolich  Arhivirana inačica izvorne stranice od 6. ožujka 2016. (Wayback Machine)